# Joseph Lister
Joseph Lister, 1. baron Lister, OM, PRS, britanski kirurg, * 5. april 1827, Upton, Essex, Združeno kraljestvo, † 10. februar 1912, Walmer, Kent.
Lister je poskrbel za revolucijo v kirurgiji, ko je apliciral Pasteurjeva odkritja v mikrobiologiji na kirurške posege in uvidel pomen sterilnega okolja za uspeh operacij. Med drugim je pričel uporabljati fenol za sterilizacijo kirurških instrumentov in čiščenje ran. Njegove izboljšave so bistveno zmanjšale pooperativno umrljivost pacientov.
Med letoma 1895 in 1900 je bil predsednik Kraljeve družbe. Po njem so poimenovane listerije, rod grampozitivnih paličastih bakterij.